# ヴィッラフランカ・ディ・ヴェローナ
ヴィッラフランカ・ディ・ヴェローナ（伊: Villafranca di Verona）は、イタリア共和国ヴェネト州ヴェローナ県にある、県内第2位の人口約33,000人を有するコムーネ（基礎自治体）である。
ヴェローナに隣接するコムーネで、ヴェローナ・ヴィッラフランカ空港の所在地である。歴史的には、第二次イタリア独立戦争におけるフランスとオーストリアの休戦条約である「ヴィッラフランカの和」（1859年）が結ばれた場所として記憶されている。

## 地理

### 位置・広がり
ヴェローナ県南西部のコムーネでヴェローナ市に隣接する。ヴィッラフランカ・ディ・ヴェローナの街は、県都ヴェローナの南西約15km、マントヴァの北約23km、ブレシアの東南東約54km、州都ヴェネツィアの西約115kmに位置する。

#### 隣接コムーネ
- ソンマカンパーニャ - 北
- ヴェローナ - 北東
- カステル・ダッツァーノ - 東
- ヴィガージオ - 東
- ポヴェリアーノ・ヴェロネーゼ - 東
- モッツェカーネ - 南
- ヴァレッジョ・スル・ミンチョ - 西

### 気候分類・地震分類
気候分類では、zona E, 2282 GGに分類される。
また、イタリアの地震リスク階級 (it) では、zona 2 (sismicità media) に分類される。

## 行政

### 分離集落
ヴィッラフランカ・ディ・ヴェローナには、以下の分離集落（フラツィオーネ）がある。
- Alpo, Caluri, Dossobuono, Pizzoletta, Quaderni, Rizza, Rosegaferro

## 人物

### 著名な出身者
- サンテ・ガイアルドーニ - 自転車選手